# Пінон двобарвний

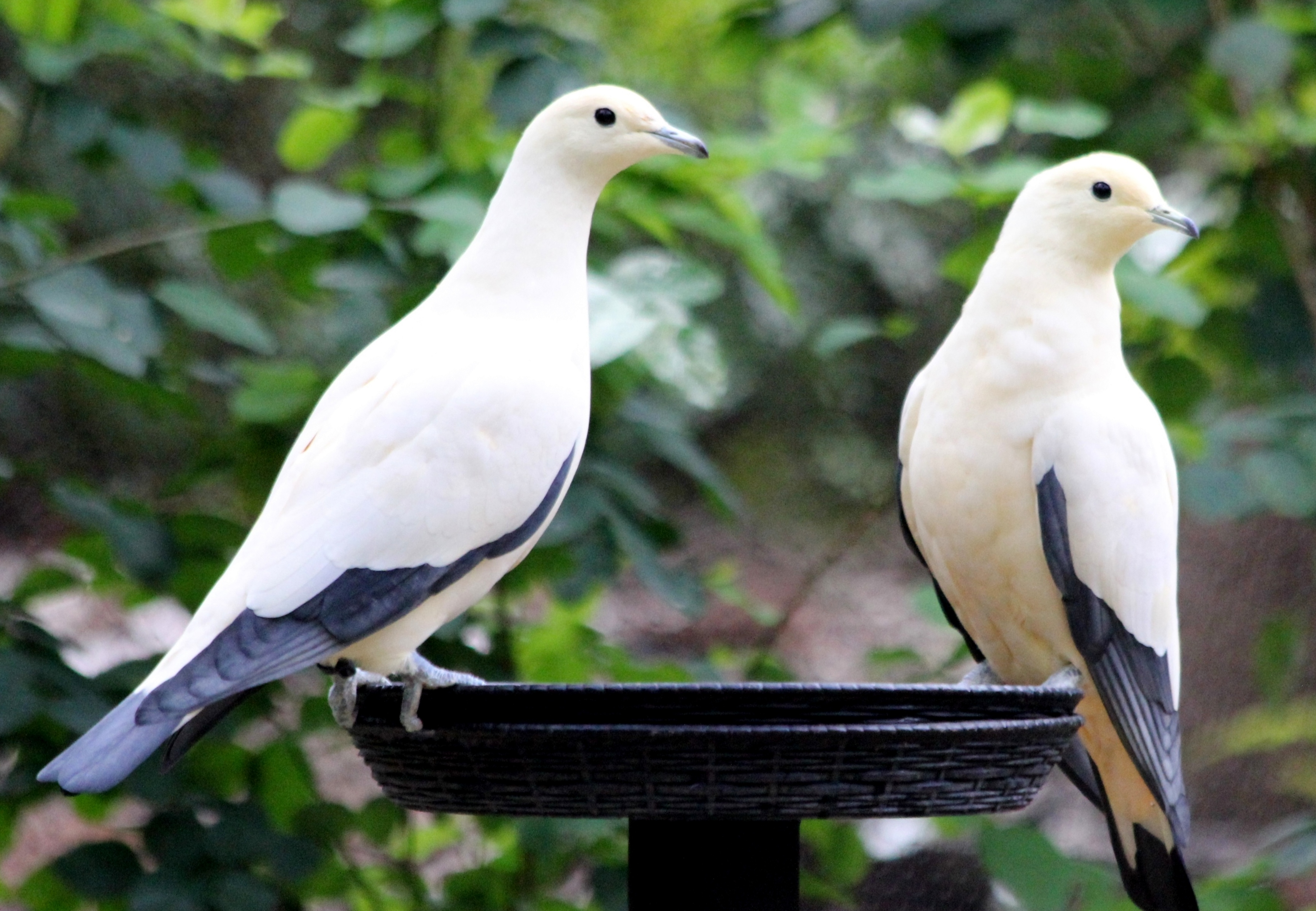
Пара двобарвних пінонів

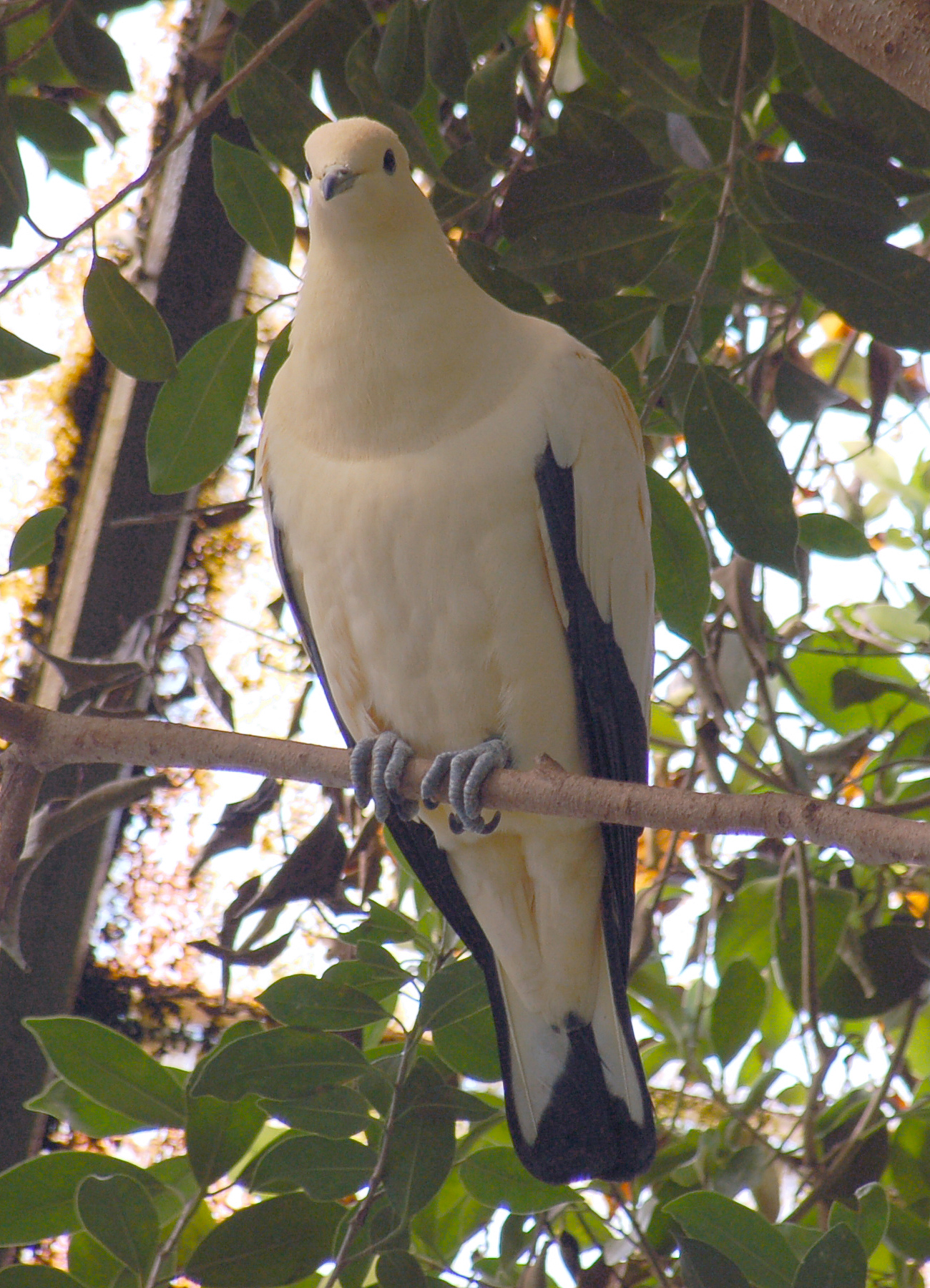
Двобарвний пінон

Пі́нон двобарвний (Ducula bicolor) — вид голубоподібних птахів родини голубових (Columbidae). Мешкає в Південно-Східній Азії.

## Опис
Довжина птаха становить 39-45 см, розмах крил 45 см. Виду не притаманний статевий диморфізм. Забарвлення переважно біле, крила і хвіст на кінці чорні. Дзьоб і лапи сизі, очі темно-карі.

## Таксономія
Таксономія двобарвного пінона є невизначеною. Деякі дослідники вважають білих, австралійських і кремовоперих пінонів конспецифічними з двобарвним піноном. Деякі дослідники виділяють популяції Молуккських островів у окремий підвид Ducula bicolor melanura.

## Поширення і екологія
Двобарвні пінони мешкають на Андаманських і Нікобарських островах, на островах Мьєй та на інших дрібних островах Андаманського моря, на Малайському півострові, на півдні Індокитаю, на Великих і Малих Зондських островах, на Молуккських островах, на островах Філіппінського архіпелагу, на островах Ару та на півострові Чендравасіх на Новій Гвінеї. Вони живуть в мангрових лісах, в прибережних вологих і заболочених тропічних лісах, на плантаціях, рідко трапляються далеко від моря. Живляться плодами. Ведуть кочовий спосіб життя, долають простори морів в пошуках сезонних плодів. Гніздяться на кокосових пальмах, що ростуть на дрібних скелястих острівцях або в мангрових заростях. Відіграють значну роль у поширенні деяких видів рослин.